# Бенджамін Жорес
Констан Луї Жан Бенджамін Жорес (3 лютого 1823, Альбі, Тарн — 13 березня 1889) — французький адмірал і довічний сенатор, який працював у Японії під час бомбардування Сімоносекі (1863) і війни Босін (1868—1869).
22 лютого 1889 року став міністром флоту і колоній в уряді П'єра Тірара.
Жан Жорес — відомий французький політик — був його племінником.